# محمد جمال (لاعب كرة قدم مواليد 1998)
محمد جمال بلال البلوشي (مواليد 25 سبتمبر 1998، لاعب كرة قدم إماراتي يجيد اللعب في الدفاع لعب سابقاً مع نادي الإمارات.

## روابط خارجية
- محمد جمال (لاعب كرة قدم إماراتي، مواليد 1998) على موقع Soccerway.com (الإنجليزية)